# أمعاء دقيقة
الأمعاء الدقيقة هي عضو في الجهاز الهضمي حيث يحدث معظم امتصاص العناصر الغذائية من الطعام. تقع بين المعدة والأمعاء الغليظة، وتتلقى العصارة الصفراوية والبنكرياسية عبر قناة البنكرياس للمساعدة في الهضم. يتراوح طول الامعاء الدقيقة بين ( 4 - 5 ) م . وتنثني عدة مرات لتناسب البطن. على الرغم من أنها أطول من الأمعاء الغليظة، إلا أنها تسمى الأمعاء الدقيقة لأنها أضيق في القطر.
تحتوي الأمعاء الدقيقة على ثلاث مناطق متميزة - الاثني عشر، الصائم، واللفائفي. الإثني عشر، الأقصر، هو المكان الذي يبدأ فيه التحضير للامتصاص من خلال نتوءات صغيرة تشبه الأصابع تسمى الزغابات. الصائم متخصص في الامتصاص من خلال بطانة الخلايا المعوية: جزيئات المغذيات الصغيرة التي تم هضمها سابقا بواسطة الإنزيمات في الإثني عشر. تتمثل الوظيفة الرئيسية للفائفي في امتصاص فيتامين بي12، أحماض الصفراوية، وأي منتجات الهضم التي لم يمتصها الصائم.

## التركيب

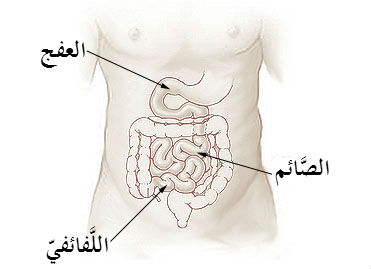
الأمعاء الدقيقة.

معدّل طول الأمعاء الدقيقة في الذكور البالغين هو 6.9 متر، و 7.1 متر في النساء البالغات. وقد يختلف طولها اختلافًا كبيرًا بين البشر، فقد يتراوح من طول 4.6 متر حتى طول 9.8 متر. وقد أشارت دراسات حديثة أن الأمعاء الدقيقة قد تكون أقصر، لتصل إلى حوالي 3.5 متر، وأن طول الأمعاء هو أقل تأثرًا بالسن بعد الطفولة مما كان متوقًعًا.
إن الأمعاء الدقيقة أطول من الأمعاء الغليظة، إلا أنها اكتسبت صفة «دقيقة» نظرًا لقطرها الدقيق نسبيًا والبالغ 2.5 إلى 3 سم، وتبلغ مساحة السطح لمخاطة الأمعاء الدقيقة البشرية 30 مترًا مربعًا.
تنقسم الأمعاء الدقيقة لثلاثة أجزاء بنيوية:
الإثنا عشر (ويدعى كذلك العفج) هو الجزء الأقصر (يبلغ طوله حوالي 25-20 سم) وهو استمراري للمعدة وشكله كشكل الحرف C، ويحيط رأس البنكرياس. يستقبل الاثنا عشر الكيموس (المادة شبه السائلة) من المعدة، جنبًا إلى جنب مع العصارات الهضمية من البنكرياس (الإنزيمات الهضمية) والكبد (الصفراء). تفكّك الإنزيمات الهضمية البروتينات والصفراء وتستحلب الدهون إلى مُذَيَلات. يحتوي الإثنا عشر على غدد برونر، والتي تنتج إفرازات قلوية غنية بالمُخاط تحتوي على بيكربونات. تُعادل هذه الإفرازات بالإضافة إلى البيكربونات المُفرز من البنكرياس حموضة أحماض المعدة الموجودة في الكيموس الآتي من المعدة.
الصائم هو القسم الوسطي من الأمعاء الدقيقة، حيث يربط الإثني عشر إلى اللفائفي. يبلغ طوله حوالي 2.5 متر، ويحتوي على الثنيات الدائرية لكيركرنغ، والزغابة المعوية التي تزيد من مساحة سطحه. في هذا القسم من الجهاز الهضمي يتم امتصاص منتجات الهضم (السكريات، الأحماض الأمينية، والأحماض الدهنية) إلى مجرى الدم. يشير مكان العضلة المعلقة للاثني العشر إلى المنطقة التي تفرق بين الإثني عشر والصائم.

### التعبير الجيني وإنتاج البروتينات
يوجد 20,000 جين مُشفر للبروتينات يُعبر عنه في الخلايا البشرية، يُعبر عن 70% منها في خلايا الاثنا عشري الطبيعية. يُعبر عن نحو 300 من هذه الجينات في الاثنا عشري على نحو خاص، ويعبر عن قلة منها في الأمعاء الدقيقة فقط. تكون البروتينات النوعية منها في الخلايا الغدية للمخاطية مثل البروتين الرابط للحموض الدسمة السادس. معظم الجينات النوعية للأمعاء الدقيقة يُعبر عنها في الاثنا عشري، مثل البروتين الرابط للحموض الدسمة الثاني وديفنسين ألفا السادس، اللذين يُنتجان في الحبيبات الإفرازية في خلايا بانيت.

### النماء
تنشأ الأمعاء الدقيقة من المعي المتوسط الناشئ من الأنبوي المعوي البدئي. وبحلول الأسبوع الخامس من الحياة الجنينية، يبدأ نمو اللفائفي الطولي السريع للغاية، مكونًا طية على شكل U تسمى العروة المعوية الأولية. تنمو الحلقة نموًا طوليًا سريعًا حتى تتجاوز البطن وتبرز من السرة. وبحلول الأسبوع العاشر، تنكمش العروة وتدخل إلى البطن. وبين الأسبوعين السادس والعاشر، تدور الأمعاء الدقيقة عكس اتجاه عقارب الساعة، وفق منظور لمقدمة الجنين. وتدور 180 درجة أخرى بعد أن تعود إلى البطن. تخلق هذه العملية الشكل الملتوي للأمعاء الغليظة.

## التروية الدموية واللمفاوية
- تتروى الأمعاء الدقيقة من الشريان المساريقي العلوي
- العود الوريدي للأمعاء الدقيقة عبر الوريد المساريقي العلوي الذي يلتقي بالوريد الطحالي ويشكلان معاً وريد الباب الذي ينتهي بالكبد
- النزح اللمفي عبر الأوعية الكيلوسية ومنها إلى القناة الصدرية التي تصب في مكان التقاء الوريد الوداجي الأيسر مع الوريد تحت الترقوة

## الوظيفة
يسمح بدخول الطعام من المعدة إلى الإثني عشر عبر البواب بواسطة عضلة تسمى العضلة العاصرة البوابية.

### الهضم
الأمعاء الدقيقة هي المكان الذي يحدث فيه معظم الهضم الكيميائي. يتم إفراز العديد من الإنزيمات الهضمية التي تعمل في الأمعاء الدقيقة بواسطة البنكرياس والكبد وتدخل الأمعاء الدقيقة عبر قناة البنكرياس. تدخل إنزيمات البنكرياس والصفراء من المرارة الأمعاء الدقيقة استجابة لهرمون كوليسيستوكينين، والذي يتم إنتاجه استجابة لوجود العناصر الغذائية. يسبب سيكريتين، وهو هرمون آخر ينتج في الأمعاء الدقيقة، تأثيرات إضافية على البنكرياس، حيث يعزز إطلاق البيكربونات في الإثني عشر من أجل تحييد الحمض الضار القادم من المعدة.
الفئات الرئيسية الثلاث من العناصر الغذائية التي تخضع للهضم هي البروتينات، الليبيديات (الدهون)، والكربوهيدرات.

### الامتصاص
يصبح الطعام المهضوم الآن قادرا على المرور إلى الأوعية الدموية في جدار الأمعاء إما من خلال الانتشار أو النقل النشط. الأمعاء الدقيقة هي الموقع الذي يتم فيه امتصاص معظم العناصر الغذائية من الطعام المبتلع. يصطف الجدار الداخلي، أو الغشاء المخاطي، للأمعاء الدقيقة، بأنسجة ظهارية عمودية بسيطة. من الناحية الهيكلية، يتم تغطية الغشاء المخاطي بتجاعيد أو اللوحات تسمى الطيات الدائرية، والتي تعتبر ميزات دائمة في الغشاء المخاطي. إنها متميزة عن الغضون التي تعتبر غير دائمة أو مؤقتة مما يسمح بالاحتباس والانكماش. من مشروع الطيات الدائرية قطع مجهرية تشبه الإصبع من الأنسجة تسمى الزغب (اللاتينية تعني "الشعر الأشعث"). تحتوي الخلايا الظهارية الفردية أيضا على إسقاطات تشبه الأصابع تعرف باسم الزغابات الدقيقة. تتمثل وظائف الطيات الدائرية الزغابات والميكروفيلي في زيادة كمية المساحة السطحية المتاحة لامتصاص العناصر الغذائية، والحد من فقدان العناصر الغذائية المذكورة للحيوانات المعوية.
كل خلية لديها شبكة من الشعيرات الدموية والأوعية اللمفاوية الدقيقة تسمى اللاكتيل بالقرب من سطحها. تنقل الخلايا الظهارية للزغابات المغذيات من تجويف الأمعاء إلى هذه الشعيرات الدموية (الأحماض الأمينية والكربوهيدرات) واللاكتيلات (الدهون). يتم نقل المواد الممتصة عبر الأوعية الدموية إلى أعضاء مختلفة من الجسم حيث يتم استخدامها لبناء مواد معقدة مثل البروتينات التي يحتاجها الجسم. المواد التي تبقى غير مهضومة وغير ممتصة تمر إلى الأمعاء الغليظة.
يحدث امتصاص غالبية العناصر الغذائية في الصائم، مع الاستثناءات الملحوظة التالية:
- يتم امتصاص الحديد في الاثني عشر.
- يتم امتصاص الفولات (فيتامين بي9) في الإثني عشر والصائم.
- يتم امتصاص فيتامين بي12 والأحماض الصفراوية في اللفائفي الطرفي. لن يمتص اللفائفي فيتامين بي12 الا بعد الارتباط ببروتين يعرف باسم العامل الجوهري.
- يتم امتصاص الماء عن طريق التناضح والليبيدات عن طريق الانتشار السلبي في جميع أنحاء الأمعاء الدقيقة.
- يتم امتصاص بيكربونات الصوديوم عن طريق النقل النشط والنقل المشترك للجلوكوز والأحماض الأمينية.
- يتم امتصاص الفركتوز عن طريق الانتشار الميسر.

## أهمية سريرية
إن الأمعاء الدقيقة هي جهاز معقد، وعلى هذا النحو، هناك عدد هائل من الحالات الممكنة التي قد تؤثر على وظيفتها. وفيما يلي بعض منها أدناه، بعضها شائع، حيث تصيب حتى %10 من الناس في وقت ما في حياتهم، في حين أن البعض الآخر نادر جدًا.
- انسداد الأمعاء الدقيقة أو اضطرابات انسدادية
  - علوص شللي
  - إنفتال
  - فتق
  - التصاقات
  - انسداد من ضغط خارجي
  - انسداد من كتلة في لمعة الأمعاء (جسم غريب، بازهر، حصاة المرارة)
- أمراض معدية
  - داء الجيارديات
  - داء الأسكارس
  - ذرب مداريّ
  - الشريطية (العوساء العريضة، شريطية وحيدة، شريطية قزمة)

## الحيوانات الأخرى
توجد الأمعاء الدقيقة في رباعيات الأطراف كلها وكذلك في العظميات ويختلف شكل الأمعاء الدقيقة وطولها اختلافًا كبيرًا بين الأنواع. في العظميات، تكون الأمعاء الدقيقة قصيرة نسبيًا، يبلغ طولها تقريبًا 150% من طول جسم السمكة. تحتوي الأمعاء الدقيقة لدى هذه الكائنات على عدد من الجيوب البوابية، وهي جيوب صغيرة على امتداد طولها تزيد المساحة السطحية للعضو لهضم الطعام. لا يوجد صمام لفائفي أعوري في العظميات، ويُميز الحد الفاصل بين الأمعاء الدقيقة والمستقيم بواسطة نهاية الظهارة الهضمية.
في رباعيات الأطراف، الصمام اللفائفي الأعوري موجود دائمًا، وتكون الأمعاء الدقيقة عادة أطول كثيرًا من تلك الموجودة في الأسماك العظمية. تكون الأمعاء الدقيقة طويلة خاصة لدى الحيوانات العاشبة والثدييات والطيور ذات معدل الأيض الأعلى من البرمائيات أو الزواحف. تحتوي بطانة الأمعاء الدقيقة على طيات مجهرية لزيادة المساحة السطحية في جميع الفقاريات، وتتطور هذه الطيات إلى زغابات حقيقية لدى الثدييات فقط.
الحدود بين الاثنا عشري والصائم واللفائفي غالبًا ما تكون غامضة حتى لدى البشر، وكثيرًا ما تتجاهلها دراسة تشريح الحيوانات الأخرى. لا توجد أمعاء دقيقة متميزة في الأسماك غير العظمية مثل القروش والحفش والأسماك الرئوية، بل يكون الجزء الهضمي من القناة الهضمية على هيئة صمام حلزوني بين المعدة والمستقيم. في هذه الأنواع، تكون الأمعاء مستقيمة نسبيًا، لكنها تحتوي على طية حلزونية طويلة تمتد على السطح الداخلي، قد تشكل عشرات اللفات. تزيد هذه الطية من الطول الفعلي والمساحة السطحية للأمعاء.
في الجلكيات، يكون الصمام الحلزوني صغيرًا جدًا، ربما لأن نظامها الغذائي لا يتطلب هضمًا معقدًا. أما في سمك الهاج، فلا يوجد صمام حلزوني على الإطلاق، وتحدث عملية الهضم على طول الأمعاء تقريبًا، دون تقسيم واضح إلى مناطق مختلفة.

## صور إضافية

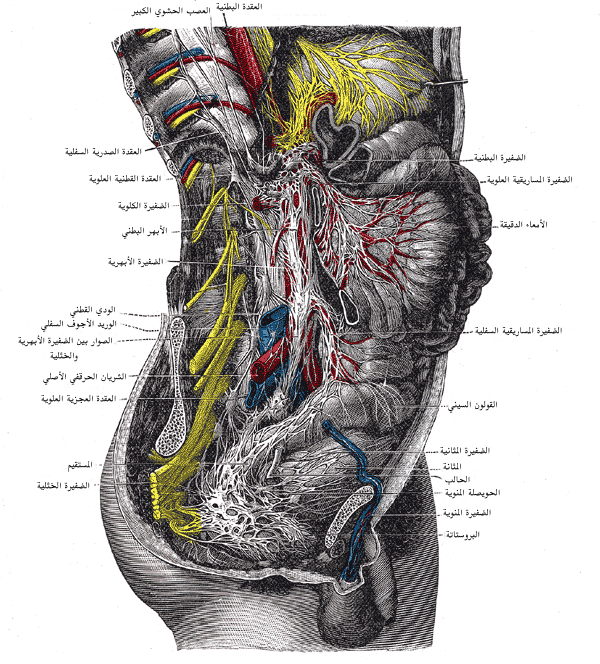
النصف السفلي للحبل الودي الأيمن.
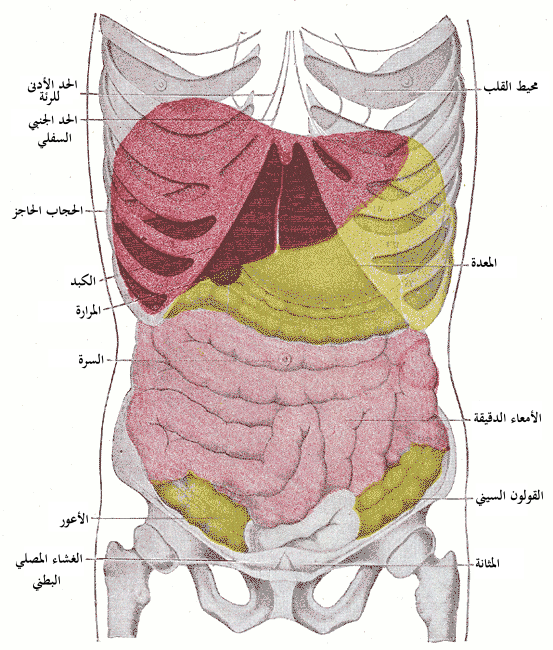
السمات السطحية (الطوبوغرافيا) لأحشاء الصدر والبطن.